# Бабське-Буди
Бабське-Буди (пол. Babskie Budy) — село в Польщі, у гміні Віскітки Жирардовського повіту Мазовецького воєводства.
Населення — 66 осіб (2011).
У 1975-1998 роках село належало до Скерневицького воєводства.

## Демографія
Демографічна структура станом на 31 березня 2011 року:
|          | Загалом | Допрацездатний вік | Працездатний вік | Постпрацездатний вік |
| -------- | ------- | ------------------ | ---------------- | -------------------- |
| Чоловіки | 33      | 9                  | 17               | 7                    |
| Жінки    | 33      | 10                 | 14               | 9                    |
| Разом    | 66      | 19                 | 31               | 16                   |